# Szpikłosy
Szpikłosy (ukr. Шпиколоси, Szpykołosy) – wieś na Ukrainie, w obwodzie lwowskim, w rejonie złoczowskim. W 2001 roku liczyła 868 mieszkańców.

## Historia
Pierwsza wzmianka o Szpikłosach pochodzi z 1415 roku.
Pod koniec XIX wieku stanowiła gminę razem z Remizowcami.
W II Rzeczypospolitej w powiecie złoczowskim, w województwie tarnopolskim.
W 11 lutego 1944 nacjonaliści ukraińscy z OUN-UPA zamordowali tutaj 16 Polaków.